# バクタプル郡
バクタプル郡(バクタプルぐん、ネパール語: भक्तपुर जिल्ला)は、ネパール東部のバグマティ州の郡。
郡都はバクタプル。
2021年国勢調査の人口は43万408人。
面積は119km2。
ネパール地震 (2015年)で特に甚大な被害があり、ネパール政府から優先地域に指定された。